# Ipoella fulva
Ipoella fulva är en insektsart som beskrevs av Evans 1941. Ipoella fulva ingår i släktet Ipoella och familjen dvärgstritar. Inga underarter finns listade i Catalogue of Life.